# Jazīreh-ye Chāh Bīsheh
Jazīreh-ye Chāh Bīsheh är en ö i Iran.   Den ligger i provinsen Fars, i den centrala delen av landet, 700 km söder om huvudstaden Teheran.